# Heinrich Gottselig

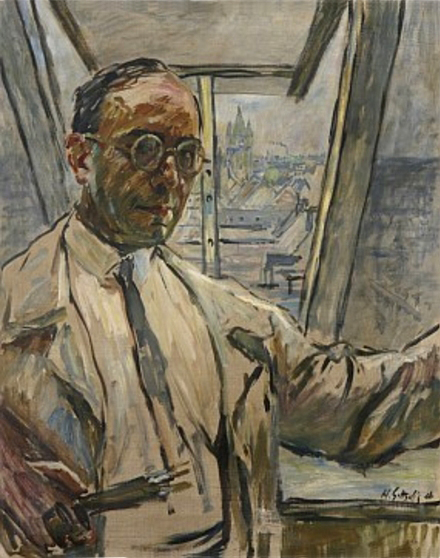
Selbstporträt (1928)

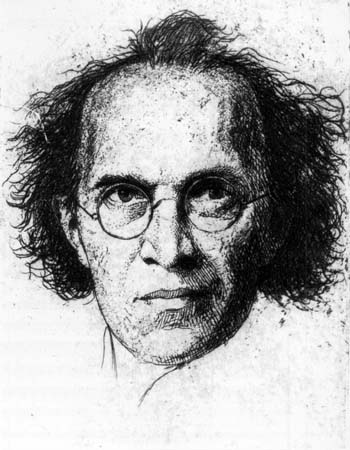
Porträt Franz Schreker (1922)

Heinrich Gottselig (geboren 11. April 1884 in Auschwitz, Österreich-Ungarn; gestorben 20. Juni 1935 in Frankfurt am Main) war ein in Deutschland und Russland tätiger Porträt- und Landschaftsmaler jüdischer Abstammung.

## Leben
Heinrich Gottselig zog mit den Eltern aus dem österreichischen Auschwitz nach Frankfurt am Main. Er begann seine Ausbildung zum Dekorationsmaler in der Frankfurter Kunstgewerbeschule. Bald erkannte der Direktor Ferdinand Luthmer Gottseligs besondere Begabung und riet ihm zum Städelschen Kunstinstitut zu wechseln.
Gottselig studierte Malerei seit 1901 im Meisteratelier von Wilhelm Amandus Beer im Städelschen Kunstinstitut in Frankfurt am Main. Er begleitete seinen Meister auf seinen Reisen nach Russland und kam mit eigenen Werken zurück.
Im Alter von 23 Jahren debütierte er erfolgreich in München mit dem „Porträt eines jungen Mannes“, „Porträt einer Frau“, „Symphonie in Braun“ und einer Schwarzwaldlandschaft. Nach dem Studium unternahm Gottselig einige Reisen nach Paris. Im Jahr 1913 gehörte Gottselig zu den besten Vertretern der Frankfurter Landschafts- und Porträtmalerei. Im Atelier in der Kuppel des „Alemannia“ porträtierte er Schriftsteller wie Thomas Mann, Gerhart Hauptmann, Waldemar Bonsels, Komponisten wie Richard Strauss, Franz Schreker, Eugène d’Albert, die Sängerin Fritzi Massary und andere.
Neben der Malerei beschäftigte sich Gottselig mit dem Kupferstich.